# Gediminas Kirkilas
Gediminas Kirkilas (født 30. august 1951 i Vilnius, Litauiske SSR, Sovjetunionen, død 20. april 2024) var en litauisk politiker, der var premierminister i Litauen fra 4. juli 2006 til 9. december 2008, hvor han repræsenterede Litauens socialdemokratiske parti (Lietuvos socialdemokratų partija). Han fungerede også som forsvarsminister.
I december 2008 blev Kirkilas afløst af Andrius Kubilius fra det konservative parti Homeland Union - Litauens kristelige demokrater.